# A new day at midnight
A new day at midnight es el sexto álbum de estudio del cantante y compositor inglés David Gray. Publicado el 28 de octubre de 2002 es un álbum más electrónico que sus anteriores trabajos que no pierde la guitarra y el piano característico en su obra anterior.
Durante la gira anterior a su grabación el padre del cantante falleció de cáncer, siendo así que el disco está dedicado a su memoria, con unas letras que hablan de la pérdida, pero también de amor o reencuentros. El estilo del álbum es pop pero también tiene influencias folk, country o de música polinesa. El sencillo de presentación fue «The other side».
La crítica hacia el álbum es favorable, aunque surgieron algunas críticas negativas sobre la base de la calidad de las grabaciones del álbum como señaló Rob Brunner de Entertainment Weekly o a la calidad de las letras y el uso de percusión en demasía. las críticas positivas destacan sobre todo los temas del final y principio del disco «Dead in the water» y «The other side», además de coincidir en comparar al cantante con Bob Dylan o Van Morrison. La nota de los usuarios hacia el disco supera el aprobado llegando incluso al sobresaliente, siendo la nota más alta de 4.6/5. Todas estas críticas positivas se reflejan en los discos de platino y oro que el álbum obtuvo en varios países.

## Historia y grabación
Después de haber sido doble disco de platino en EE. UU. con su anterior disco White ladder (1999), y de haber sido nominado al Grammy al mejor artista novel las expectativas hacia un nuevo trabajo del cantante y compositor eran altas y David Gray no se hizo esperar. A new day at midnight es su sexto álbum y en él se reflejan arreglos y cuerdas sencillos que hacen de este un álbum más introspectivo —y personal— y menos digital, en comparación con el anterior trabajo.
El álbum coproducido por él mismo y McClune y Polson, quienes ya trabajaran en sus anteriores proyectos, se grabó durante su gira de verano de 2001 y el otoño siguiente. Durante la celebración de la gira el padre de David Gray moriría de cáncer, es por esto que el álbum está dedicado al mismo, y que la temática del álbum —y sus letras— gira en torno a la pérdida, aunque también hay varios temas dedicados al amor, o a los reencuentros.
La grabación del mismo se produjo en el estudio del cantante y compositor y posee un sonido oscuro e íntimo aunque en general es más positivo que White ladder, siendo la característica principal del álbum la mezcla de piano y guitarra con sonidos más electrónicos. El estilo del álbum siendo pop tiene también influencias de música folk, country o polinesa.
Los sencillos del álbum fueron «The other side», «Be mine» y como sencillo promocional «Dead in the water».

## Lista de temas
Todas las canciones escritas y compuestas por David Gray salvo indicadas. 
| A new day at midnight |                        |               |          |  |
| N.º                   | Título                 | Escritor(es)  | Duración |  |
| 1.                    | «Dead in the water»    |               | 3:06     |  |
| 2.                    | «Caroline»             |               | 3:06     |  |
| 3.                    | «Long distanca call»   |               | 3:41     |  |
| 4.                    | «Freedom»              |               | 6:48     |  |
| 5.                    | «Kangaroo»             |               | 3:31     |  |
| 6.                    | «Last boat to America» |               | 4:50     |  |
| 7.                    | «Real love»            | Gray, McClune | 4:40     |  |
| 8.                    | «Knowhere»             | Gray, Malone  | 3:54     |  |
| 9.                    | «December»             |               | 3:35     |  |
| 10.                   | «Be mine»              | Gray, McClune | 4:23     |  |
| 11.                   | «Easy way to cry»      |               | 3:53     |  |
| 12.                   | «The Other Side»       |               | 4:31     |  |
| 50:41                 |                        |               |          |  |

| A new day at midnight Bonus track en Japón |           |          |  |
| N.º                                        | Título    | Duración |  |
| 13.                                        | «Lorelai» | 3:20     |  |

## Recepción
La crítica hacia el álbum es favorable, aunque surgieron algunas críticas negativas sobre la base de la calidad de las grabaciones del álbum como señaló Rob Brunner de Entertainment Weekly o a la calidad de las letras y el uso de percusión en demasía. las ríticas positivas destacan sobre todo los temas del final y principio del disco «Dead in the water» y «The other side», además de coincidir en comparar al cantante con Bob Dylan o Van Morrison. La nota de los usuarios hacia el disco supera el aprobado llegando incluso al sobresaliente, siendo la nota más alta de 4.6/5.

### Crítica especializada
MacKenzie Wilson de Allmusic dijo del álbum que no «posee el corazón [···] de "White ladder".» De las canciones destacó «Meet me on the other side» en la que destaca el piano, «Be mine» de la que dijo que es «dulce líricamente», «December», «Last boat to America» de la que escribió que «ofrece el optimismo clásico de "White ladder"». Para concluir dijo que el álbum es más «introspectivo esta vez, pero menos digital,» y expresaba sus dudas sobre si los fanes lo apreciarían. Rob Brunner de Entertainment Weekly le otorga una nota de B+, dijo del disco que hay más «pasión» a nivel vocal que en sus anteriores trabajos, por ejemplo en «Dead in the water», tema que abre el álbum. De las canciones destacó la anteriormente citada, «December», «Last boat to America», «Be mine», «Caroline» y «Kangaroo». Como punto negativo escribió que el álbum parece una demo y que en un estudio se le podía haber «añadido textura y [···] color.» Concluyó diciendo que el álbum está menoscabado por malas decisiones y que en definitiva está en una «zona gris»
Alexis Petridis de The Guardian le otorga cuatro de cinco estrellas y escribió del mismo que su producción es satisfactoria, comparándolo con Flaming Lips' y destacando las canciones, «Knowhere» y «Freedom», además de decir que conseguía una ruptura con sus anteriores trabajos, pero sin arriesgarse demasiado. Sal Cinquemani de Slant Magazine le otorga tres de cinco estrellas diciendo de él que David Gray entregó en este álbum más de su «folk del milenio» Destacó de entre sus canciones, «Dead in the water», «Be mine», «Real love», «December». También comparó al cantautor con Bob Dylan, y concluyó diciendo que la voz country de Gray no siempre encajaba bien con el sonido electrónico del álbum.
| Crítica especializada | Crítica especializada |
| --------------------- | --------------------- |
| Publicación           | Calificación          |
| Allmusic              | 3/5                   |
| Entertainment Weekly  | (desfavorable)        |
| The Guardian          | 4/5                   |
| Slant Magazine        | 3/5                   |
| BBC - Music           | (desfavorable)        |
| Muzikalia             | (favorable)           |
| Pop Matters           | (favorable)           |
| Nota de usuarios      |                       |
| Publicación           | Nota                  |
| Amazon                | 4.6/5                 |
| Dooyoo                | 4/5                   |
| Discogs               | 3.31/5                |

Niky Daley de BBC - Music realizó una crítica desfavorable hacia el disco diciendo de él que no superó a White ladder y que utilizó en demasía la percusión además de que la fuerza de las letras se apaga por la voz del cantante, y la temática siguió siendo la misma. Destacó de las canciones, «Caroline», «Last boat to America» y «Freedom». Concluyó su crítica diciendo que el nuevo trabajo no lo separaría de sus fanes de base, pero que tampoco crearía nuevos. Eva Rexach de Muzikalia dijo del álbum, en una crítica favorable, que en el mismo «Se le pueden encontrar ecos de Bob Dylan, Neil Young o Van Morrison» y lo llamó poeta. 
Ari Levenfeld de Pop Matters escribió una crítica favorable hacia el álbum diciendo de él que si te gustó el anterior trabajo del cantante te gustaría el actual. De las canciones destacó positivamente «Dead in the water», «Freedom», y «The other side», mientras que no considera del todo buenas, aunque no malas, «Real love», «Easy way to cry» y «Kangaroo». En cuanto al trabajo lírico, escribió Levenfeld que se encuentran en este álbum más «imaginería y metáforas» además de poder verse la influencia de Van Morrison y Bob Dylan en el aspecto vocal. Levenfeld escribe que «cada canción vale la pena» pero que hay algunas que hace de A new day after midnight un buen disco, como por ejemplo «Knowhere».

### Opinión de usuarios
Los usuarios en la página de Amazon.com le dan al álbum una puntuación de 4.6/5, en Dooyoo le otorgan un 4/5 y en Discogs 3.31/5.

## Listas y certificaciones

### Listas y posicionamiento
En el Reino Unido en noviembre de 2002 permaneció durante treinta y cuatro semanas en las listas de ventas, alcanzando el puesto número 1, en ese mismo año y mes en Noruega permaneció una semana alcanzando el puesto 29.

### Listas y certificaciones
En el Reino Unido obtuvo la certificación de triple disco de platino por la BPI en enero de 2003, en Europa alcanzó el disco de platino certificado por la IFIP en el 2002, en EE. UU. obtuvo el disco de oro por la RIAA en marzo de 2003 así como en Canadá por la CRIA en enero del mismo año.

## Personal

### Músicos
- David Gray - arreglos de trompa, instrumentación, arreglos de cuerda
- Tim Bradshaw 	Drones, guitarra eléctrica, arreglos de trompa, Lap steel guitar, piano, arreglos de cuerda, sintetizador, wurlitzer
- B.J. Cole - Pedal steel guitar
- Fred DeFaye - mezclador
- Robert Malone - bajo
- George Marino - masterización
- McClune - arreglos de trompa, instrumentación, arreglos de cuerda
- Iestyn Polson - ingeniero, arreglos de trompa,

### Productores y otros
- David Gray - productor
- Simon Changer - asistente de mezcla
- Anton Corbijn - fotos, fotografía
- Yami Matote - diseño
- McClune - productor,
- Michael McDonald - A&R
- Steve Ralbovsky - A&R
- John Ross - fotografía
- Sophie Sarota
- Gus Shaw - compilación
- Chris Tetzeli - A&R
- Dave Turner - compilación